# Hi-Def Life
HiDef Life(ハイデフ　ライフ)はかつてコーレル社が開発、販売をしていたMicrosoft Windows用動画・音声ファイル変換ソフトである。現在は公式サイトでも旧製品扱いになっている。

## 概要
DVDや動画、音声ファイルから別の形式のファイルに変換するソフトで、2層DVDから1層DVDに変換、ライティングを行ったり、H.264やDivxへの変換、ipodやPSPなどのモバイルデバイスにも対応している。3ステップ操作を採用している為か、詳細設定が省かれている部分がある。詳細設定を行いたい場合は、編集ソフトであるVideoStudioの購入を検討した方が良いかもしれない。
もともと、開発である米InterVideo社 が DVD Copy として開発、販売していたが、コーレルによる買収により名称、販売元が変更。純粋なバージョン計算で DVD Copy 6（パッケージに記載）となる。

## Hi-Defとは
名称に使われているHi-Defとは High-Definition の略だと思われ、「高精細な映像ライフを」という意味でつけられたのではないかと推測されるが、メーカー側からのタイトルに対しての発表は無い。その名の通り、MPEG-2 HD 、WMV HD 、DivX HD 、MPEG-4 HD 、AVCHD カメラ映像のインポート、DVD作成などに出力することが可能である。

## 機能の違い
Plus と 通常のモデルが存在し、Plusには仮想ドライブ機能、ポータブルデバイス(IpodやPlaystation portable)用データの出力機能などが盛り込まれている。